# Den vlajky
Den vlajky je speciální svátek státu, země nebo území, spojený se státní, národní nebo i jinou vlajkou. Tento den je určený k oslavě historické události,
jako je například přijetí či první vyvěšení vlajky dané země. Tento den se vlajka slavnostně vyvěšuje a oslavuje.
Den vlajky je obvykle zakomponován do národních zákonů, v některých zemích to může být např. vyhlášením hlavy státu. Zákon nebo vyhláška mohou stanovit: místa, čas a způsob, kterým jsou vlajky v tento den vyvěšovány.
Tyto svátky by neměly být zaměňovány za Světový den vlajek (anglicky World Vexillology Day nebo zkráceně Vexiday), který se slaví 1. října. Světový den vlajek je věnován vlajkám a jejich studiu (vexilologii). Datum bylo stanoveno podle data v roce 1961, kdy vyšlo první číslo The Flag Bulletinu, prvního odborného časopisu věnovaného vlajkám. Také by neměly být zaměňovány s jinými státními svátky, při kterých se také vlajka vyvěšuje (např. vyhlášení nezávislosti).

## Česko
V březnu 2020 navrhla Česká vexilologická společnost, aby se český den vlajky slavil 30. března, v den zavedení československé vlajky v roce 1920.

## Den vlajky států
| Stát            | Den vlajky                         | Zdroje                                    | Odkaz na článek                   | Poznámka (historické souvislosti) |
| --------------- | ---------------------------------- | ----------------------------------------- | --------------------------------- | --- |
| Argentina       | 20. června                         | [ 5 ] [ 6 ]                               | Argentinská vlajka                | Den vlajky se slaví od roku 1938, v den úmrtí generála Manuela Belgrana (1820), který modro-bílo-modrou (dnes národní) vlajku v roce 1812 poprvé použil. |
| Austrálie       | 3. září                            | [ 7 ]                                     | Australská vlajka                 | 3. září 1901, tedy před jejím přijetím v roce 1903, byl poprvé vyvěšen návrh australské vlajky, v té době ještě s jiným počtem cípů hvězdiček. |
| Ázerbájdžán     | 9. listopadu                       | [ 8 ] [ 9 ]                               | Ázerbájdžánská vlajka             | 9. listopadu 1918 byla vládou Ázerbájdžánské demokratické republiky přijata první ázerbájdžánská vlajka. Již v roce 1920 však byla tato vlajka, po obsazení Baku Rudou armádou, nahrazena vlajkou podle sovětského vzoru. |
| Bolívie         | 17. srpna                          | [ 10 ] [ 11 ]                             | Bolivijská vlajka                 | 17. srpna 1825 byla prvním ústavním zákonem (po vyhlášení nezávislosti) stanovena kongresem první bolivijská vlajka. |
| Brazílie        | 19. listopadu                      | [ 12 ] [ 13 ]                             | Brazilská vlajka                  | Po svržení monarchie 15. listopadu 1889 byla nejprve zavedena vlajka, inspirována vlajkou USA, ale po čtyřech dnech, byla přijata vlajka současného vzoru (později mírně upravená). |
| Ekvádor         | 26. září                           | [ 14 ] [ 15 ] [ 16 ]                      | Ekvádorská vlajka                 | 26. září 1860 přijala ekvádorská vláda dekret o změně státní vlajky. Ta byla v roce 1900 upravena přidáním státního znaku (z důvodu možné záměny s kolumbijskou vlajkou, přijatou v roce 1861). |
| Estonsko        | 4. června                          | [ 17 ] [ 18 ] [ 19 ] [ 20 ] [ 21 ] [ 22 ] | Estonská vlajka                   | 4. června 1886 estonskou vlajku poprvé představila obyvatelům města Otepää Estonská studentská společnost Univerzity v Tartu, která její vzhled vytvořila. |
| Faerské ostrovy | 25. dubna                          | [ 23 ]                                    | Faerská vlajka                    | Po obsazení Dánska německými vojsky a převzetí ostrovů do britské správy, schválily 25. dubna 1940 britské úřady faerskou vlajku pro oficiální použití, protože bylo zapotřebí rozlišit lodě faerské od dánských. |
| Filipíny        | 28. května                         | [ 25 ] [ 26 ]                             | Filipínská vlajka                 | 28. května 1898 porazil v bitvě u Alapan filipínský revolucionář a politik Emilio Aguinaldo španělskou armádu (Španělsko-americká válka). |
| Finsko          | Letní slunovrat (okolo 21. června) | [ 27 ]                                    | Finská vlajka                     | Slaví se od roku 1934. 22. června se slavilo poprvé v den vyhlášení svátku, naposledy v roce 1975 a následovat bude až v roce 2203, 21. června se slavilo poprvé v roce 1936, 19. června se bude slavit poprvé od zavedení svátku v roce 2488. |
| Gruzie          | 14. ledna                          | [ 29 ] [ 30 ]                             | Gruzínská vlajka                  | 14. ledna 2004 přijal gruzínský parlament zákon o nové státní vlajce, která byla téhož dne vztyčena na budově parlamentu. K oficiálnímu vztyčení došlo až 25. ledna při inauguraci nového prezidenta Michaila Saakašviliho. |
| Haiti           | 18. května                         | [ 31 ] [ 32 ]                             | Haitská vlajka                    | Poté, co byl Toussaint Loverture (vůdce vzbouřených otroků na Haiti) na příkaz Napoleona zatčen (na jednání, kam byl pozván a dostal záruku bezpečí), se velení povstalců ujal jeho generál Jean-Jacques Dessalines. 18. května 1803 byla poprvé vztyčena nová vlajka, vycházející z vlajky francouzské, z které nechal vypárat bílý pruh, který připomínal bílé otrokáře. |
| Honduras        | 1. září                            | [ 33 ]                                    | Honduraská vlajka                 | Od 7. června 1943 se svátek slavil 14. června, 23. května 1995 byl datum změněn na současný. Důvod původního data i změny na současný jsou neznámé. |
| Itálie          | 7. ledna                           | [ 34 ]                                    | Italská vlajka                    | 7. ledna 1797 byla parlamentem přijata vlajka Cisalpinské republiky s dnešními italskými barvami. Svátek byl vyhlášen roku 1997. |
| Kanada          | 15. února                          | [ 35 ]                                    | Kanadská vlajka                   | 15. února 1965 byla nová kanadská vlajka uzákoněna královnou Alžbětou II., kanadským parlamentem byla přijata již 22. října 1964. |
| Libérie         | 24. srpna                          | [ 36 ]                                    | Liberijská vlajka                 | Statní svátek byl schválen podpisem prezidenta v roce 1915. V jedné verzi připomíná incident z roku 1845, kdy britská loď zadržela liberijskou loď s pro ně neznámou vlajkou, který vedl k vyhlášení nezávislosti. V druhé odkazuje na datum navržení a vytvoření vlajky.                                                                                                  |
| Litva           | 1. ledna                           | [ 37 ]                                    | Litevská vlajka                   | Svátek se slavil poprvé v roce 1998. 1. ledna 1919 vyvěsil velitel obránců Vilniusu Kazys Škirpa na Gediminasově hradu poprvé litevskou trikolóru. Již 6. ledna však byla vlajka zničena příznivci Lucjana Żeligowského. |
| Mexiko          | 24. února                          | [ 39 ]                                    | Mexická vlajka                    | Po jednání španělského generála Agustína de Iturbide (pozdějšího prvního mexického císaře Augustína I.) s vůdcem protišpanělského odboje dne 24. února 1921 nechal Iturbide vyrobit pro svou armádu prapory, jejichž barvy se staly základem mexické vlajky. |
| Moldavsko       | 27. dubna                          | [ 40 ]                                    | Moldavská vlajka                  | 27. dubna 1990 vyvěsil moldavský poslanec Gheorghe Ghimpu nad parlamentem vlajku, která nahradila vlajku Moldavské SSR se srpem a kladivem. Nezávislost na SSSR získalo Moldavsko 27. srpna 1991. |
| Pákistán        | 11. srpna                          | [ 41 ]                                    | Vlajka Pákistánu                  | |
| Peru            | 7. června                          | [ 42 ] [ 43 ] [ 44 ]                      | Vlajka Peru                       | |
| Polsko          | 2. května                          | [ 45 ] [ 46 ]                             | Polská vlajka                     | Poprvé byl slaven v roce 2005. Vybráno bylo datum, kdy se za socialismu musely naopak vlajky spustit, protože na 3. května připadalo výročí polské ústavy z roku 1791, které komunisté neuznávali. |
| Rumunsko        | 26. června                         | [ 48 ] [ 49 ] [ 50 ] [ 51 ]               | Rumunská vlajka                   | |
| Rusko           | 22. srpna                          | [ 52 ]                                    | Ruská vlajka                      | Svátek byl zaveden výnosem prezidenta Ruské federace Borisem Jelcinem č. 1714 20. srpna 1994 na počest neúspěšného pokusu o státní převrat v Sovětském svazu. Vlajku v tento den (v roce 1991) chválil Nejvyšší Sovět RSFSR. Den je pracovním dnem. |
| Řecko           | 27. října                          | [ 53 ]                                    | Řecká vlajka                      | |
| Švédsko         | 6. června                          | [ 54 ] [ 55 ]                             | Švédská vlajka                    | 6. červen 1523 byl den korunovace Gustava I. Vasy. |
| Turkmenistán    | 19. února                          | [ 56 ] [ 57 ] [ 58 ] [ 59 ] [ 60 ]        | Vlajka Turkmenistánu              | Svaví se od roku 1997. Den narození Saparmurata Nijazova, prvního (a doživotního) prezidenta Turkmenistánu (ve funkci 1990–2006). Původně byl datum turkmenským parlamentem navržen jako státní svátek, Nijazov však tento návrh odmítl a navrhl, aby byl tento den slaven jako Den státní vlajky.                                                                         |
| Ukrajina        | 23. srpna                          | [ 61 ]                                    | Ukrajinská vlajka                 | Slaví se od roku 2004, den před Dnem nezávislosti |
| USA             | 14. června                         | [ 1 ]                                     | Vlajka Spojených států amerických | 14. června 1777 rozhodl Kongres USA, že v kantonu vlajky budou místo britské vlajky hvězdy, které společně s pruhy budou symbolizovat počet členů federace. |
| Venezuela       | 3. srpna                           | [ 62 ]                                    | Venezuelská vlajka                | Původně 12. března, v den vztyčení první venezuelské vlaky Franciscem de Mirandou na palubě své lodi v roce 1806. Od roku 2006 změněno na den vztyčení vlajky na venezuelském území (téhož roku), na věži farního kostela v Santa Ana de Coro. |

## Den vlajky území
| Země                  | Den vlajky              | Zdroje               | Odkaz na článek         | Poznámka (historické souvislosti)                                                                              |
| --------------------- | ----------------------- | -------------------- | ----------------------- | --- |
| Adygejsko Rusko       | 25. dubna               | [ 63 ]               | Adygejská vlajka        | Den prvního vztyčení v roce ?, památný den byl schválen zákonem v roce 2013                                    |
| Alandy Finsko         | Poslední neděle v dubnu | [ 64 ] [ 65 ]        | Vlajka Aland            | |
| Kurdistán             | 17. prosince            | [ 66 ] [ 67 ] [ 68 ] | Kurdská vlajka          | |
| Pskovská oblast Rusko | 20. února               | [ 69 ] [ 70 ] [ 71 ] | Vlajka Pskovské oblasti | Datum oslav byl schválen 24. října 2024 a shoduje se dnem registrace vlajky do státního heraldického rejstříku |
| Québec Kanada         | 21. ledna               | [ 72 ] [ 73 ]        | Québecká vlajka         | Den přijetí vlajky v roce 1948, v jednu dobu se oslavy přesunuly na květen                                     |
| Utah USA              | 9. března               | [ 74 ]               | Vlajka Utahu            | Den přijetí vlajky v roce 1913, stanoveno v roce 2011 při změně vlajky na původní                              |

## Den vlajky měst
| Město                               | Den vlajky | Zdroje | Odkaz na článek | Poznámka (historické souvislosti) |
| ----------------------------------- | ---------- | ------ | --------------- | --- |
| Krakov Malopolské vojvodství Polsko | 5. června  | [ 75 ] | Vlajka Krakova  | 5. června roku 1257 získalo město lokátorská práva podle práva magdeburského, slavi se od 31. května 2017. V tento den se také koná festival vlajky města Krakova. |